# Zebrasoma
Zebrasoma är en av sex släkten inom familjen kirurgfiskar. De äter främst makroalger. 